# 刘音 (梁王)
刘音（?—?），西汉宗室，西汉第十三代梁王。
刘音本来是沛郡的小吏。3年，梁王刘立被王莽废位，徙於汉中，刘立自杀，5年，王莽立刘音为梁王，续梁孝王嗣。9年，王莽建立新朝，贬刘音为梁公。10年，废刘音为民。

## 身世
其八世祖梁孝王刘武是汉文帝刘恒的次子，参与平定七国之乱。
| 前任： 刘立     | 西汉梁王 5年—9年  | 繼任： 無       |
| 前任： 降爵為公 | 新朝梁公 9年—10年 | 繼任： 廢為庶民 |